# Џеф Кобер
Џеф Кобер (енгл. Jeff Kober; рођен 18. децембра 1953. у Билингсу, Монтана), амерички је филмски, ТВ и гласовни глумац. Значајне улоге остварио је као Џејкоб Хејл млађи у Синови анархије и Џо у четвртој сезони Окружен мртвима. Познат је и по својим филмским улогама као што су Рој Гедис у Без ограничења (1986), Патрик Ченинг у Прва моћ (1990), Маркус у One Tough Bastard (1995) и као Помона Џо у Борба за картел (2003).